# Rhyacophila nana
Rhyacophila nana är en nattsländeart som beskrevs av Levanidova in Schmid, Arefina och Levanidova 1993. Rhyacophila nana ingår i släktet Rhyacophila och familjen rovnattsländor. Inga underarter finns listade i Catalogue of Life.